# Mořic
Mořic je mužské křestní jméno latinského původu (Maurus), které se pod vlivem hebrejského móri („můj učitel“) pokládá za typicky židovské jméno. V překladu znamená „pocházející z Mauretánie, mauretánský, Maur, mouřenín“. Mezi další české varianty jména patří Moric či Moris, vzácně se jméno objevovalo také jako Mauricius; mezi domácí podoby patří Moricek, Morek či Mora.
Podle Římského martyrologia připadá den svatého Mořice na 22. září. V současném českém kalendáři sice není uveden – viz jmeniny v Česku, ale v rámci rozšířeného kalendária slaví svátek taktéž 22. září.

## Známí nositelé jména

### Svatí, biskupové
- Svatý Mořic – římský voják, velitel thébské legie, mučedník
- Jan Mořic Gustav z Manderscheid-Blankenheimu (1676–1763), 20. arcibiskup pražský
- Mořic Adolf Sachsen-Zeits (1702–1759), 8. biskup královéhradecký
- Mořic Pícha (1869–1956), 22. biskup královéhradecký

### Panovníci, šlechtici
- Flavius Mauricius Tiberius (539–602), císař byzantské říše
- Mořic Oranžský (1567–1625), oranžský kníže
- Evžen Mořic Savojský (1635–1673), francouzský šlechtic a generál, otec Evžena Savojského

### Ostatní
- Mořic Hruban (1862–1945), český politik a advokát
- Maurice Ravel (1875–1937), francouzský hudební skladatel
- Moris Issa (* 1945), český režisér syrského původu
- Moritz Leuenberger – švýcarský politik a advokát, bývalý člen Spolkové rady
- Maurice Joseph Micklewhite (Michael Caine) (* 1933), anglický herec a spisovatel

### Fiktivní
- Maurice Hall – hlavní postava románu Maurice od E. M. Forstera

## Jiné významy
- Mořice – obec v Olomouckém kraji, její jméno mohlo být odvozeno ze jména Mořic

## Zahraniční varianty
- slovensky – Móric, Maurícius
- německy – Mori(t)z, Mauritz, Mauritius
- anglicky – Maurice, Morris
- francouzsky – Maurice
- italsky – Maurizio, Mauro
- španělsky, portugalsky – Mauricio
- rumunsky – Mauriciu
- dánsky – Maurice, Maurits, Mauritz
- rusky – Маврикий (Mavrikij)
- polsky – Maurycy, Maurycjusz
- švédsky – Maurits
- maďarsky – Mór(ic)
- latinsky – Mauritius
- řecky – Μαυρίκιος (Mavríkios)